# Ophiorrhiza subcapitata
Ophiorrhiza subcapitata är en måreväxtart som beskrevs av Nathaniel Wallich och Joseph Dalton Hooker. Ophiorrhiza subcapitata ingår i släktet Ophiorrhiza och familjen måreväxter. Inga underarter finns listade i Catalogue of Life.